# Orphnophanes thoasalis
Orphnophanes thoasalis là một loài bướm đêm trong họ Crambidae.